# Myicola intumidus
Myicola intumidus is een eenoogkreeftjessoort uit de familie van de Myicolidae. De wetenschappelijke naam van de soort is voor het eerst geldig gepubliceerd in 1997 door Kim I.H..